# Кирс (станция)
Кирс — железнодорожная станция Кировского региона Горьковской железной дороги в городе Кирсе Кировской области. Располагается на железнодорожной ветке Яр — Лесная. Осуществляет пассажирские и грузовые операции.

## История
В 1929 году Совет труда и обороны СССР принял решение о строительстве железной дороги Яр — Фосфоритная. Новая дорога должна была соединить транспортным сообщением северные месторождения фосфоритов и металлургические заводы Верхней Вятки с Транссибирской магистралью. Стройка осуществлялась трестом «Уралжелдорстрой» и считалась ударной. В связи с тем, что железная дорога прошла через посёлок Кирс, здесь была построена одноимённая станция. Движение по новой линии открыли уже в начале 1930-х годов, а в постоянную эксплуатацию железная дорога была принята в 1940 году. Именно этот год считается официальным годом открытия станции.
Первый железнодорожный вокзал на станции Кирс был также построен в 1930-е годы, но уже в 1937 году он сгорел, здание пришлось отстраивать вновь. Современное здание кирсинского вокзала было построено в 1986 году. За 2 года до этого на станции появился пост электрической централизации (ЭЦ). В 2010 году в Кирс было переведено управление товарной конторы станции Верхнекамская.

## Описание
Станция Кирс расположена на 145 километре однопутной неэлектрифицированной железной дороги Яр — Верхнекамская между станциями Гарь и Светлополянск. Находится на западной окраине города Кирса. Используются локомотивы 2ТЭ10, ЧМЭ3. Станция насчитывает 4 основных пути для приёма грузовых и пассажирских поездов и одну боковую платформу для посадки и высадки пассажиров. Платформа и одноэтажное здание вокзала станции располагаются с восточной стороны от путей.

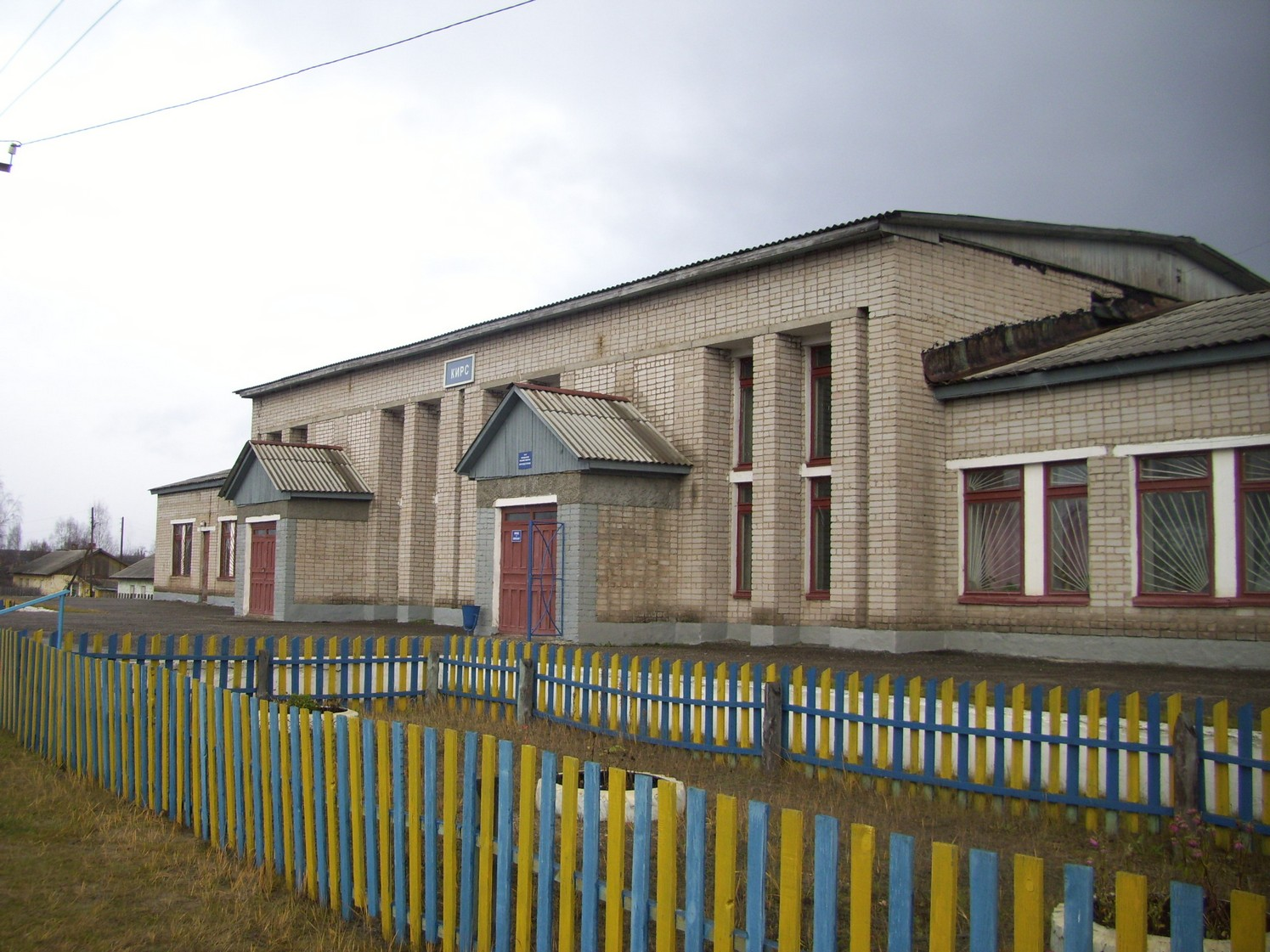
Вокзал железнодорожной станции Кирс

От чётной горловины станции отходит подъездной путь к заводу «Кирскабель». К нечётной горловине примыкает куст подъездных путей, ведущих к леспромхозу и Кирсинскому песчано-гравийному карьеру.

## Пригородное следование по станции
Через станцию осуществляется прямое пригородное пассажирское сообщение Кирса с областным центром Кировом и посёлками Песковка, Рудничным и другими. Пассажирские перевозки обслуживает Волго-Вятская пригородная пассажирская компания (ВВППК).